# Petronio Veroni
Petronio Veroni (2 de outubro de 1600 - 11 de maio de 1653) foi um prelado católico romano que serviu como bispo de Boiano (1652–1653).

## Biografia
Petronio Veroni nasceu em Bolonha, na Itália, e foi ordenado sacerdote na Ordem de Santo Agostinho. No dia 8 de janeiro de 1652, foi nomeado pelo Papa Inocêncio X Bispo de Boiano. A 21 de janeiro de 1652, foi consagrado bispo por Niccolò Albergati-Ludovisi, cardeal-sacerdote de Santa Maria degli Angeli, com Raffaele Pizzorno, bispo de Sagone, e Giambattista Zeccadoro, bispo de Fossombrone como co-consagradores. Serviu como Bispo de Boiano até à sua morte no dia 11 de maio de 1653.